# 大泥哈嘎泡
大泥哈嘎泡是一个位于中国吉林省通榆县的湖泊，面积约为2.5平方千米，平均水深约为0.3米。